# 센다이 아오바 축제

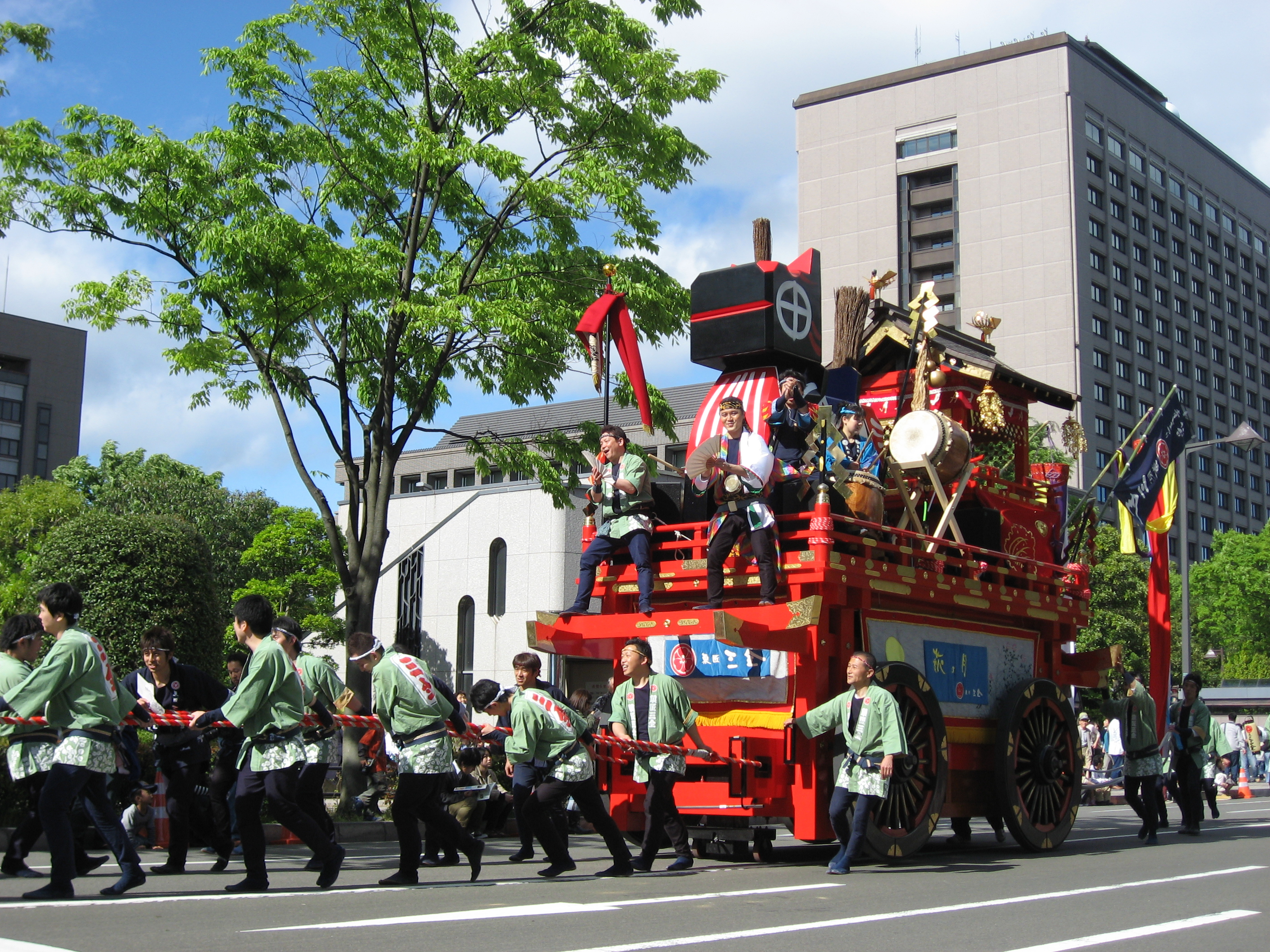
센다이 아오바 축제

센다이 아오바 축제(仙台・青葉まつり )는 매년 5월 3번째 일요일과 그 전날을 합해 2일간, 미야기현 센다이시에서 개최되는 축제이다. 다테 마사무네(伊達政宗) 사후 350년이 된 1985년에 과거에 존재했던 축제를 부활시키는 형식으로 시작하였다.